# Timothy L. Woodruff

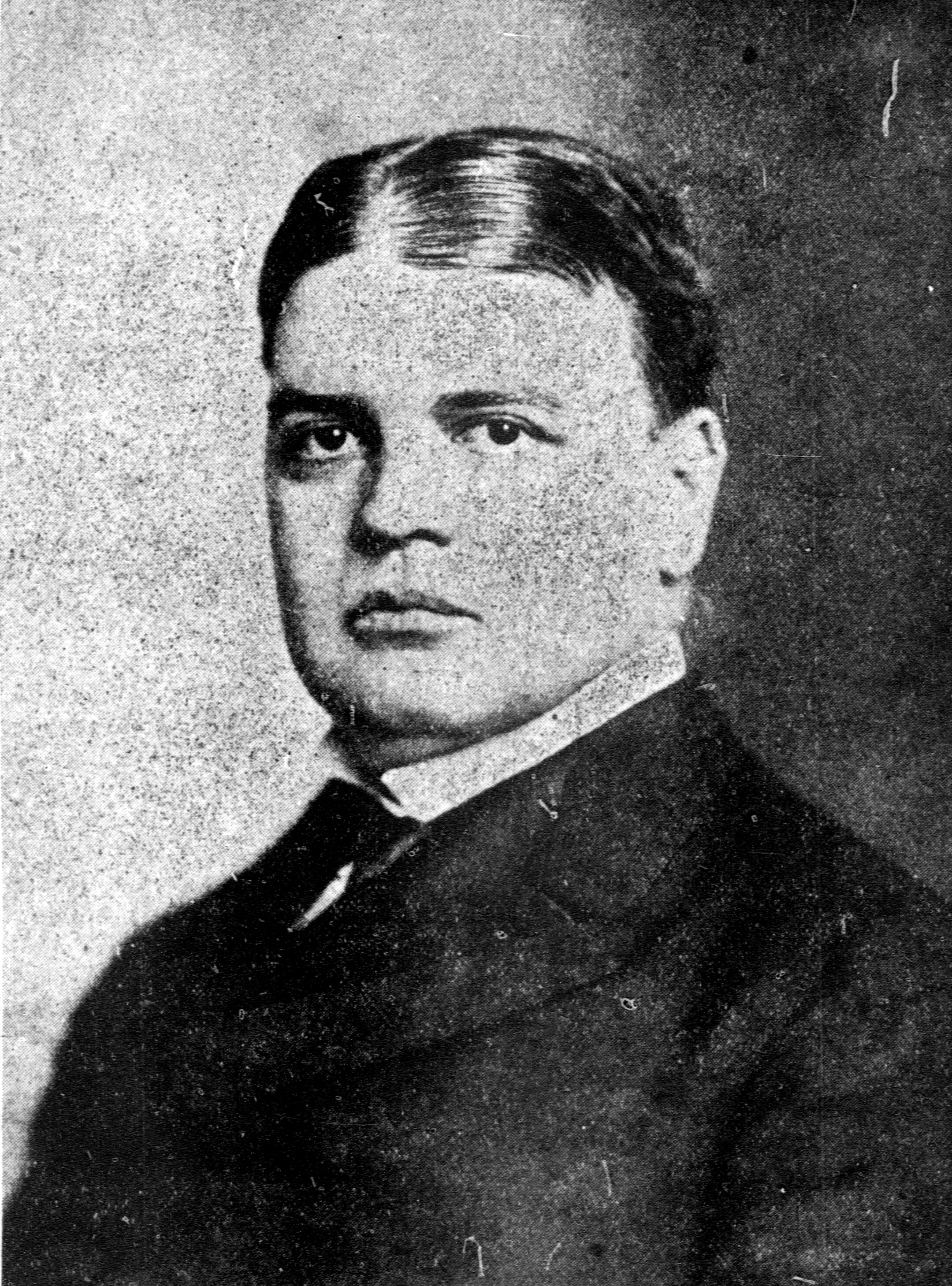
Timothy L. Woodruff (ca. 1900)

Timothy Lester Woodruff (* 4. August 1858 in New Haven, New Haven County, Connecticut; † 12. Oktober 1913) war ein US-amerikanischer Politiker (Republikanische Partei). Er war der Sohn des US-Abgeordneten John Woodruff.

## Privatleben
Timothy Lester Woodruff graduierte 1879 an der Yale University.
Vor seiner Kandidatur um das Amt des Vizegouverneurs von New York, kaufte er eine Jagdhütte am Sumner Lake in den Adirondacks und benannte diesen nach seiner Ehefrau Cora um. Im Laufe der Zeit wandelte der Name zu Lake Kora. Nach dem Kauf des Gebietes entschied sich Woodruff dort drumherum ein Camp zu errichten und nannte es Kamp Kill Kare, wo er ein aktiver Fischer war. Das Gelände befindet sich in Hamilton County in der Nähe von Long Lake.
Woodruff baute an der Stewart Avenue in Garden City (New York) ein Haus im holländisch-kolonialen Stil.

## Politisches Wirken
Woodruff zog 1881 nach Brooklyn, wo er seine politische Laufbahn startete. Er leitete die Parteiveranstaltungen in Brooklyn und war später Vorsitzender des New York State Republican Committee. Im Januar 1896 wurde er zum Brooklyn Park Commissioner ernannt. Im gleichen Jahr ersuchte er den New York State Board of Regents ein Gemischtencollege (engl. coeducational college) in Brooklyn zu schaffen.
Woodruff wurde dreimal, 1896, 1898 und 1900, zum Vizegouverneur von New York gewählt und bekleidete diesen Posten zwischen 1897 und 1902. Er war der einzige Vizegouverneur in New Yorks Geschichte, der unter drei verschiedenen Gouverneuren diente: Frank S. Black, Theodore Roosevelt und Benjamin Barker Odell, Jr. Als Vizegouverneur nahm Woodruff eine führende Rolle in der Association of the Protection of the Adirondacks (gegründet 1901) ein, bei der er half den Paragraph XIV, Abschnitt 1 der Verfassung von New York umzusetzen, der New Yorks geschätzte Naturlandschaft unter Schutz stellte. Im Allgemeinen als „forever wild clause“ bekannt, wird mit dem Gesetz versucht den Forst vor Verödung durch Kahlschlag und ausgedehnte Deichanlagen zu schützen. Der Gruppe gehörten wohlhabende Männer an, wie J.P. Morgan (1837–1913), die viel Privatbesitz und Wildparks in den Adirondacks besaßen.
Woodruff war zwischen 1896 und 1908 der erste Präsident des Kuratoriums am Adelphi College. Er trat 1908 von diesem Posten zurück, blieb aber bis 1913 ein aktives Mitglied.